# Федерация (издательство)
«Федера́ция» — издательство Федерации объединений советских писателей, созданное в 1929 году на базе нескольких кооперативных издательств.
Первым заведующим издательством был А. Н. Тихонов (Серебров).
В 1933 году преобразовано в издательство «Советская литература», главным редактором которого остался Л. Ю. Шмидт. В 1934 году влито в издательство «Советский писатель».